# Birt (cràter)
Birt és un cràter d'impacte de la Lluna situat a la meitat oriental de la Mare Nubium i a l'oest de la Rupes Recta.

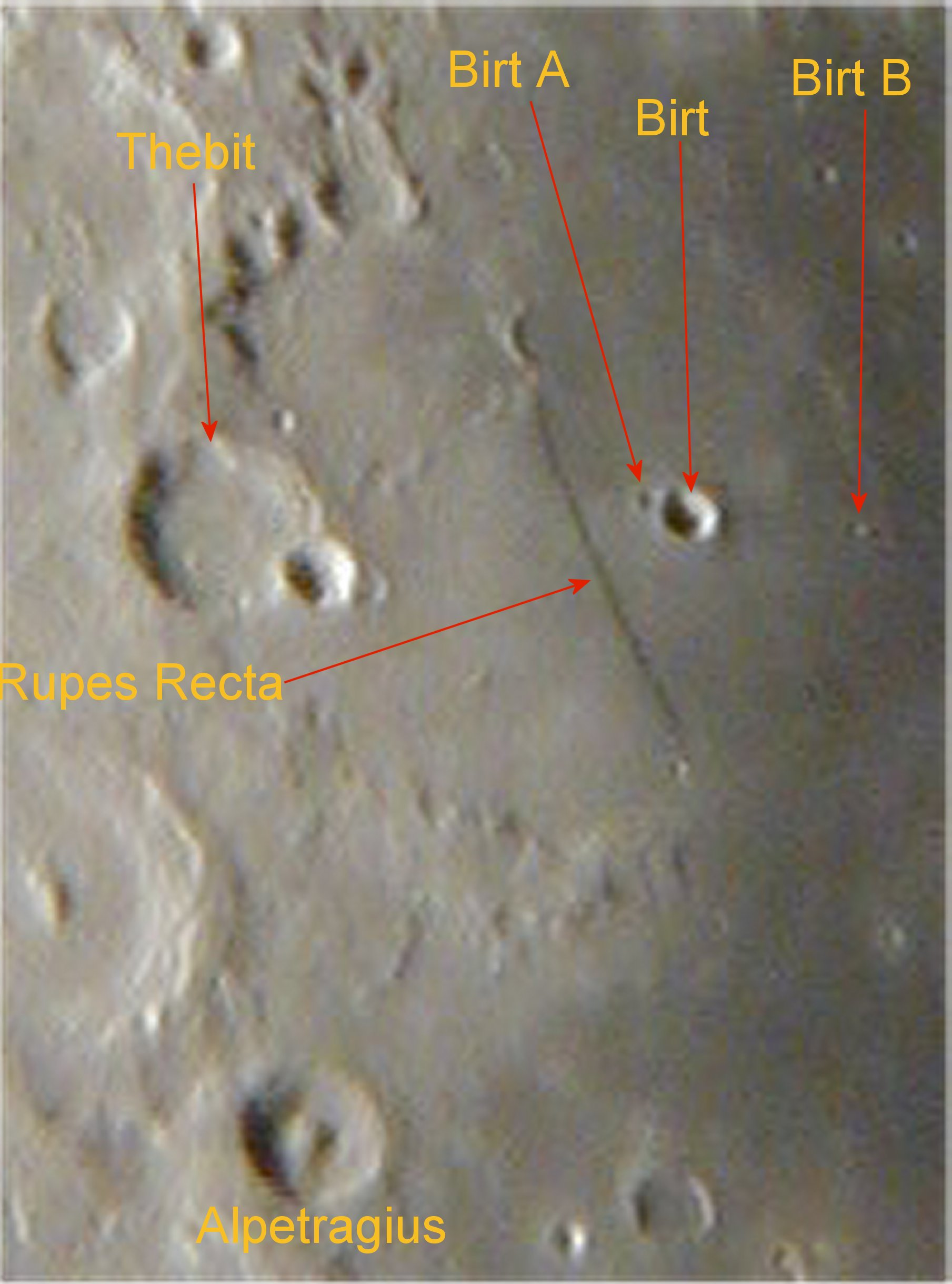
Rodalies de Birt
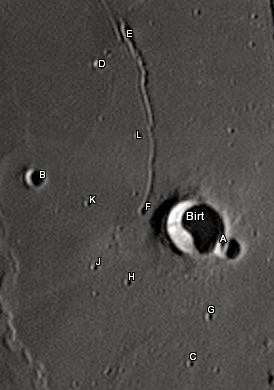
Cràters satèl·lit

Té forma de bol amb una vora elevada, lleugerament creuada al llarg de la vora sud-est pel molt més petit cràter Birt A. A l'oest de Birt, un canó anomenat Rima Birt s'estén cap al nord-nord-oest en un arc des de Birt F fins a Birt E.

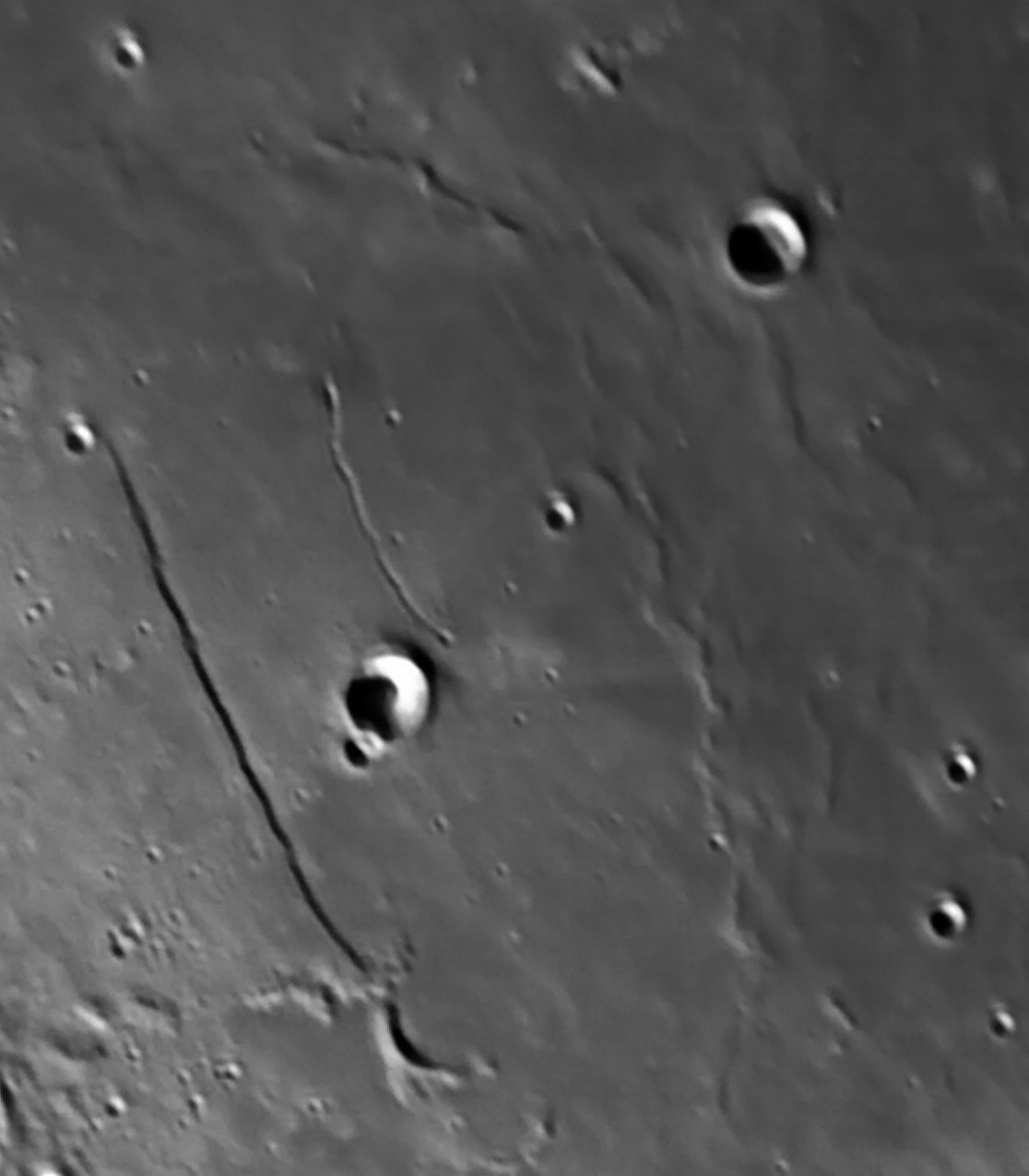
Cràter Birt i altres elements lunars, com la Rima Birt, una cadena de perfil corbat i uns 50 km de longitud
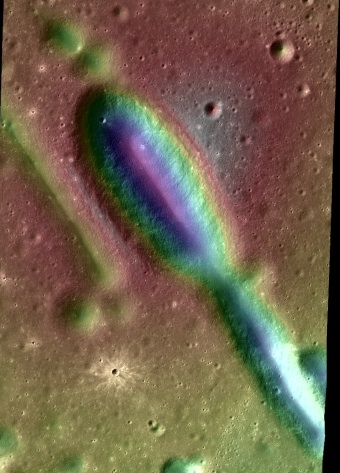
Cràter Birt E. Fotografia de la missió Lunar Reconnaissance Orbiter

## Cràters satèl·lit
Per convenció aquests elements són identificats en els mapes lunars posant la lletra en el costat del punt central del cràter que està més proper a Birt.
| Birt | Coordenades                          | Diàmetre |
| ---- | ------------------------------------ | -------- |
| A    | 22° 30′ S, 8° 12′ O / 22.5°S,8.2°O   | 7 km     |
| B    | 22° 12′ S, 10° 12′ O / 22.2°S,10.2°O | 5 km     |
| C    | 23° 42′ S, 8° 18′ O / 23.7°S,8.3°O   | 2 km     |
| D    | 21° 00′ S, 9° 48′ O / 21.0°S,9.8°O   | 3 km     |
| E    | 20° 42′ S, 9° 36′ O / 20.7°S,9.6°O   | 5 km     |
| F    | 22° 18′ S, 9° 06′ O / 22.3°S,9.1°O   | 3 km     |
| G    | 23° 06′ S, 8° 12′ O / 23.1°S,8.2°O   | 2 km     |
| H    | 23° 00′ S, 9° 06′ O / 23.0°S,9.1°O   | 2 km     |
| J    | 23° 00′ S, 9° 24′ O / 23.0°S,9.4°O   | 2 km     |
| K    | 22° 24′ S, 9° 42′ O / 22.4°S,9.7°O   | 2 km     |
| L    | 21° 36′ S, 9° 18′ O / 21.6°S,9.3°O   | 3 km     |